# 赤卫军村 (卢甘斯克州)
48°35′41″N 38°45′15″E / 48.59472°N 38.75417°E
克里尼昌斯凱（烏克蘭語：Криничанське），2016年前称赤卫军村（烏克蘭語：Червоногвардійське）。是位於烏克蘭東部的市級鎮，由盧甘斯克州阿尔切夫斯克区的卡迪伊夫卡市鎮負責管轄。
該鎮始建於1948年，於1953年成為市級鎮，2011年人口為1444人，自2014年起由卢甘斯克人民共和国實際控制。

## 人口統計
根據 2001年烏克蘭人口普查，鎮民人口為1799人，他們的母語分配如下：
- 乌克兰语：15.4%
- 俄语：84.5%
- 其他：0.1%